# John Benbow
Pour les articles homonymes, voir Benbow (homonymie).
John Benbow, né le 10 mars 1653 à Shropshire et mort le 4 novembre 1702 à Port Royal, est un officier de marine britannique des XVIIe et XVIIIe siècles. Il entre dans la Royal Navy à l'âge de 25 ans, et combat les pirates barbaresques avant d'entrer dans la marine marchande où il sert pendant la Glorious Revolution de 1688, date à laquelle il réintègre la Royal Navy et se voit confier des responsabilités.
Benbow combat la flotte française pendant la guerre de la Ligue d'Augsbourg, servant à bord puis commandant plusieurs vaisseaux anglais. Il prend part aux batailles de Beachy Head, Barfleur et La Hougue en 1690 et 1692. Il se distingue et accède à la notoriété pendant ses campagnes contre les pirates Salétiens ; par son siège de Saint-Malo; et lors de ces combats contre la France dans les Indes occidentales pendant la guerre de Succession d'Espagne.
Ses succès lui valent la reconnaissance du public et une promotion au grade d'Admiral. Il est impliqué dans un incident pendant le combat du 29 août 1702, au cours duquel un certain nombre de ses capitaines refusent d'obéir à ses ordres, alors qu'il commandait l'escadre anglaise,. Benbow obtient le jugement puis l'emprisonnement et l'exécution d'un certain nombre de capitaines impliqués, bien qu'il ne vive pas assez longtemps lui-même pour en voir l'aboutissement. Ces événements renforcent sa notoriété, et sont à l'origine des références faites à lui dans la culture populaire,.

## Origines et jeunesse
Benbow est le fils de William et Martha Benbow. L'astrologue John Partridge date sa naissance à midi le 10 mars 1653, et cette date est celle retenue par le Musée national de la Royal Navy l'Encyclopedia Britannica et les récits d'histoire locale de Joseph Nightingale publiés en 1818. Cependant, une biographie contenue dans une publication de 1819 du The Gentleman's Magazine, sous le titre de Life and Exploits of Admiral Benbow par D. Parkes, affirme qu'il est né en 1650 tout comme l'ouvrage de John George Edgar, Sea kings and naval heroes de 1861. Edgar note que le père de Benbow meurt alors que ce dernier est encore très jeune alors que Parkes décrit son père comme étant au service de l'armée sous le règne de Charles Ier et affirme qu'il meurt lorsque Benbow est adolescent. L'Encyclopedia Britannica note que le père de Benbow était en réalité un tanneur, et que son oncle, Thomas, est exécuté sur ordre de Charles Ier. Aussi bien Parkes que le Musée national de la Royal Navy sont d'accord pour dire que Benbow naît à Coton Hill près de Shrewsbury, Shropshire, alors que Nightingale affirme que la mort de son père et de son oncle, et que l'association de la famille avec Charles Ier durant les années suivant son exécution, plongent la famille dans la pauvreté et le dénuement. C'est cette détresse matérielle qui, selon Nightingale, incite Benbow à s'engager dans la marine.

## Carrière dans la marine

### Débuts
Benbow entre dans la Royal Navy le 30 avril 1678, à l'âge de 25 ans. Il devient master's mate à bord du HMS Rupert, 64 canons sous le commandement d'Arthur Herbert, pendant l'armement du vaisseau à Portsmouth. Il croise à son bord en Méditerranée, quand Herbert est promu au rang de Vice-Admiral alors qu'il était placé sous les ordres du commandant en chef de la flotte de Méditerranée, l'amiral Sir John Narborough. Pendant cette période, la flotte anglaise affronte régulièrement les pirates barbaresques venus d'Afrique du Nord et qui s'attaquaient au navires de commerce européens. Le Rupert capture un vaisseau Algérois en 1678, qui sera par la suite intégré à la Royal Navy sous le nom HMS Tiger Prize. Benbow se distingue au cours de plusieurs combats contre les vaisseaux algérois, ce qui lui vaut de gagner la considération d'Herbert. Au retour de Narborough en Angleterre, Herbert est nommé commandant-en-chef par intérim, et Benbow reçoit le commandement du HMS Nonsuch le 15 juin 1679. Le Nonsuch restera par la suite à Tanger et le long de la côte africaine et aura pour capitaines des hommes qui se hisseront par la suite à des grades élevés, parmi lesquels George Rooke, Cloudesley Shovell et Francis Wheler. Tous sont impressionnés par Benbow, et aideront par la suite à son avancement et à sa carrière.
Le Nonsuch est impliqué le 8 août 1681, dans le combat contre le vaisseau algérois le Cheval doré. Le Cheval doré avait été attaqué par le HMS Adventure, commandé par le capitaine William Booth, et c'est à l'arrivée du Nonsuch qu'il abaisse son pavillon. Un conflit éclate alors sur la question de la répartition du montant de la prise, et les membres d'équipage du Nonsuch s'élèvent contre ceux de l’Adventure qui voulaient en garder l'intégralité. Les plaintes de ses hommes sont reprises par Benbow et l'affaire parvient jusqu'à Booth, qui porte l'affaire devant une cour martiale contre Benbow, cependant il apparaît au cours du procès que Benbow ne faisait que répéter ces mots sans en être à l'origine. Benbow est condamné à payer trois mois de solde, soit 12 £ 15s., à l'équipage de l’Adventure, et à « demander pardon au capitaine Booth à bord du vaisseau de Sa Majesté Bristol, déclarant qu'il n'avait pas d'intentions malicieuses en prononçant ces mots; en présence de tous les commandants, et des membres de l'équipage de chacun des navires,. »

### Service dans la marine marchande
Le Nonsuch rentre en Angleterre et son équipage reçoit sa solde le 9 novembre 1681. Benbow quitte alors la Navy et intègre la marine marchande, conduisant un navire de commerce des ports de Londres et Bristol aux ports d'Italie et d'Espagne. En 1686, il était devenu un « marin aguerri » et il avait fait l'acquisition d'une frégate baptisée Benbow, avec laquelle il faisait du commerce avec le Levant. En mai 1687, il commande un vaisseau marchand, le Malaga Merchant lorsqu'il est attaqué par des pirates Salétiens. Il se défend courageusement et repousse l'attaque. Selon certains récits, il aurait alors coupé et fait saler la tête de treize Maures qui avaient été tués à bord de son navire, et les aurait apportées à Cadix pour réclamer sa récompense aux magistrats de la ville. En 1844, Charles Dickens publie son Bentley's Miscellany dans lequel il parle de l'histoire de Shrewsbury et le Dictionary of National Biography de 1885 parlent à ce propos d'une calotte mauresque, « recouverte de vernis et brodée d'argent » portant l'inscription « First adventure of Captain John Benbow, and gift to Richard Ridley, 1687 ».

### Retour dans laRoyal Navy

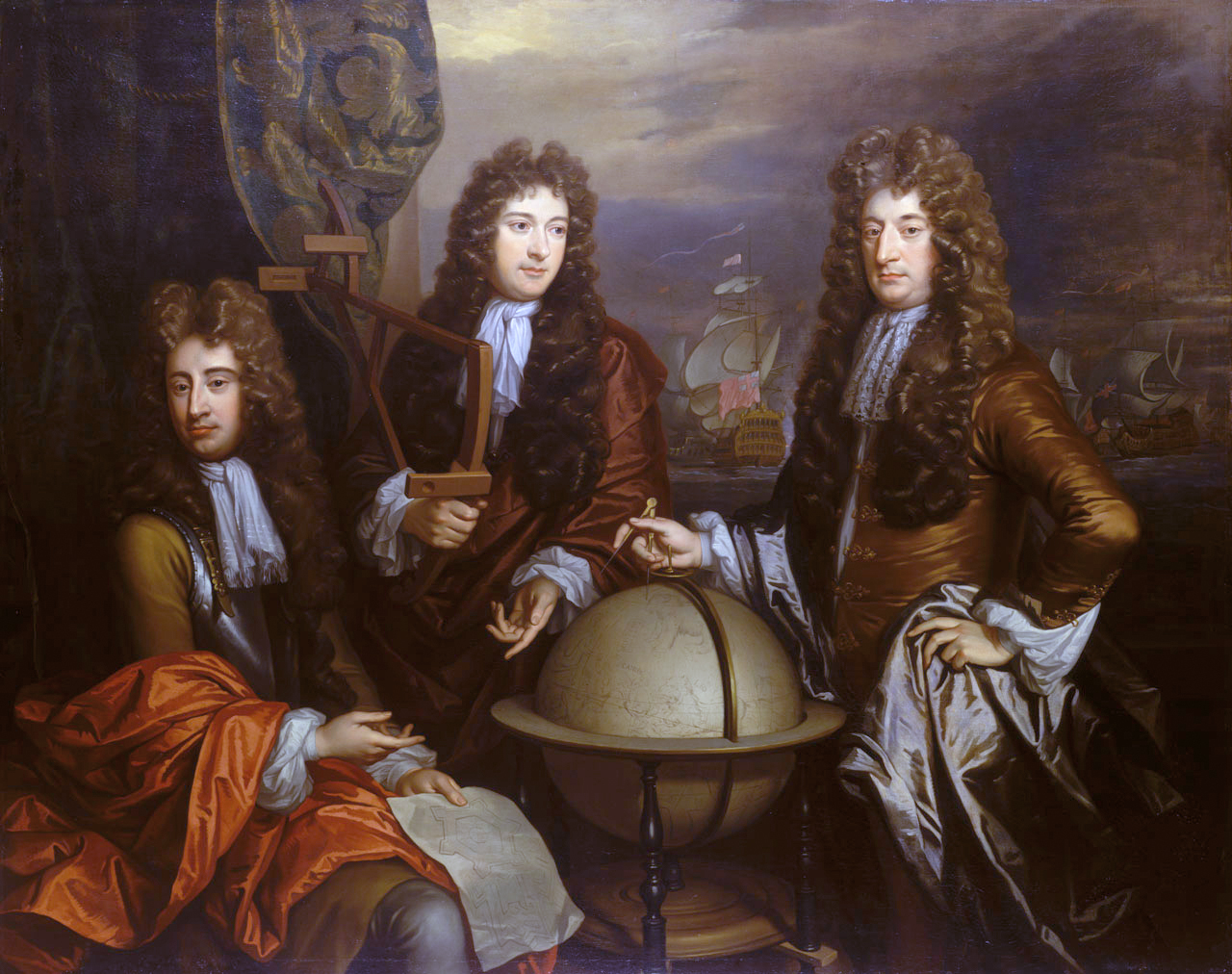
Triple portrait de Thomas Phillips (à gauche), John Benbow (au centre) et Sir Ralph Delaval (à droite), peint par Thomas Murray. Ces trois hommes prennent une part importante aux opérations de la flotte anglaise contre les côtes de France en 1692-93.

Benbow ne réintègre la Navy qu'après la Glorious Revolution de 1688. Sa première commission est au poste de troisième lieutenant du HMS Elizabeth le 1er juin 1689, sous le commandement du capitaine David Mitchell. Il obtient son premier commandement le 20 septembre de la même année, lorsqu'il est nommé capitaine du HMS York. Il est transféré au HMS Bonaventure le 26 octobre puis au HMS Britannia le 12 novembre.
Benbow est ensuite nommé commandant du port de Chatham Dockyard. Avant d'être transféré à celui de Deptford début mars 1690, un poste qu'il occupe par intermittence pendant les six années qui suivent. Il commande le HMS Sovereign à l'été 1690, sous les ordres de son ancien commandant Arthur Herbert, devenu depuis Lord Torrington. Il est désigné master of the fleet, et c'est en cette qualité qu'il prend part à la défaite anglaise lors de la Bataille de Beachy Head. Après cette défaite, une Royal Commission se réunit afin de déterminer les circonstances à l'origine de ce revers. Benbow était alors considéré comme un spécialiste aussi bien de la navigation que du pilotage et la déposition qu'il fournit en juillet 1690 lors de l'enquête préliminaire exonère en grande partie son ancien commandant, Torrington. Cependant, il ne témoignera pas pendant le procès de Torrington devant la cour martiale en décembre de la même année.
Benbow continue à servir sur le Sovereign en 1691, et à l'été 1692, il est à nouveau désigné master of the fleet, cette fois sous l'amiral Edward Russell, 1er comte d'Orford puis à bord du Britannia. Benbow sert alors en compagnie de son ancien collègue David Mitchell, puis comme premier capitaine de Russell, et de Josiah Burchett, le commis de Russell. Benbow a probablement conseillé Russell d'emprunter le Gull Passage dans le banc de Goodwin pour se rendre aux Downs, où ils font la jonction avec la flotte hollandaise. Benbow sert de master of the fleet pendant les Batailles de Barfleur et de la Hogue. À l'issue de ces combats, il rentre à Deptford où il reprend son poste de commandant de port, et effectue un bref séjour aux Portsmouth Dockyard où il supervise la réparation des vaisseaux de la flotte.

### Avec les flottilles de bombardes
Benbow reprend du service en septembre 1693, rejoignant Thomas Phillips, second ingénieur de l'ordonnance, au commandement conjoint d'une flottille de bombardes lancées à l'attaque de Saint-Malo. Benbow commande le HMS Norwich, 48 canons, et le bombardement débute le 26 novembre. Il continue par intermittence jusqu'au 29 novembre lorsqu'un gros brûlot est envoyé dans le port rempli de poudre. La tentative de la conduire sous les murs de la ville échoue et le brûlot est arrêté par des rochers et explose sans faire de dégâts. Malgré l'échec du plan initial, des dommages considérables sont infligés et les forces commandées par Benbow s'emparent du fort de La Conchée, emportant l'artillerie et les prisonniers à Guernesey. Benbow, insatisfait du résultat de la campagne fait passer le capitaine Henry Tourville en cour martiale, l'accusant de couardise pour n'avoir pas amené ses navires plus près de Saint-Malo. Ce dernier n'est cependant pas condamné, et il s'avère que ses mortiers étaient défectueux.
L'expérience acquise par Benbow lui vaut d'être placé à la tête d'une flottille similaire, envoyée cette fois contre Dunkerque sous les ordres du vice-amiral Shovell. Un certain nombre de vaisseaux marchands armés en brûlots mais conçus pour exploser plutôt que brûler sont joints à l'expédition. Benbow supervise la préparation de cette attaque en 1694, et travaille en collaboration du gardien de l'arsenal, Willem Meesters,. La flottille offensive commandée par Benbow était censée être couverte par la flotte de Shovell restée sur les Downs, et l'attaque est prévue pour les 12 et 13 septembre. Les Français parviennent à bloquer l'entrée du port, empêchant l'escadre de Benbow d'y pénétrer, et une tempête vint mettre un terme à l'attaque. Benbow décide alors d'abandonner cet assaut, et de se replier sur Calais, qu'il fait bombarder le 27 septembre. Il rentre aux Downs avant de reprendre son poste aux chantiers navals de Deptford. Il passe le mois de décembre à organiser un convoi de navires marchands à destination de Cadix.

### Promotion à l'Amirauté

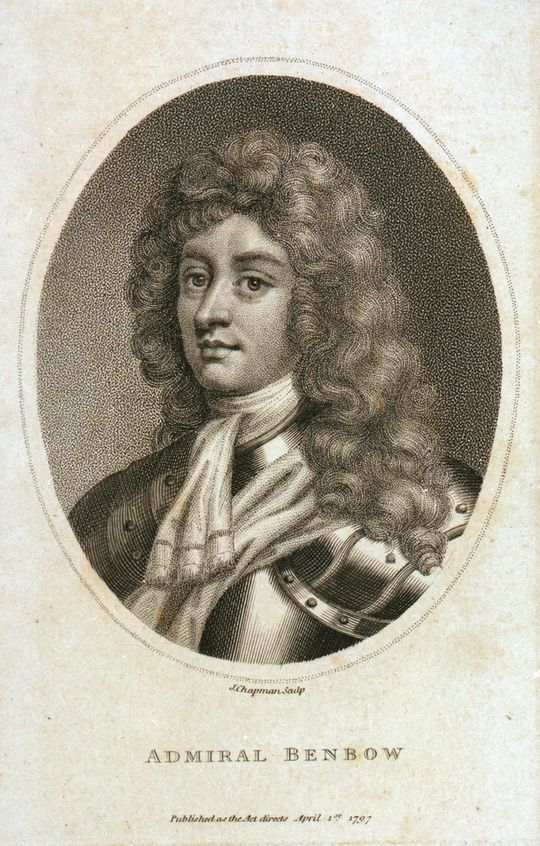
Benbow en costume d'amiral, gravure de John Chapman publiée en 1797.

Benbow prend à nouveau la mer en mars 1695, il est nommé commandant en chef des vaisseaux de Sa Majesté présents au large des côtes de France. Son escadre connaît plusieurs succès, prenant plusieurs navires marchands français début avril et en les ramenant en Angleterre. Benbow est recommandé par Lord Berkeley, qui avait servi avec à Saint-Malo, pour être élevé au grade de rear-admiral lors de la prochaine promotion, et en attendant il reçoit le commandament du HMS Northumberland de 70 canons. Son fils de quatorze ans, nommé John Benbow comme lui, le rejoint comme volontaire à bord de ce bâtiment.
Benbow met alors les voiles en compagnie de Berkeley et du luitenant-admiraal hollandais Philips van Almonde vers Saint-Malo, pour lutter contre les corsaires opérant dans la zone,. Benbow passe au commandement du HMS Charles Galley, pour diriger les opérations de la flotte alliée forte de dix vaisseaux de ligne, neuf bombardes et dix-sept navires de taille inférieure. Ils débutent leurs recherches au large de Saint-Malo le 4 juillet, jusqu'au lendemain soir lorsqu'ils décident de se retirer, sans être parvenus à aucun résultats. Plusieurs maisons avaient été endommagées sur la côte au prix de la destruction de plusieurs bombardes. Benbow reçoit huit bombardes et sept ou huit frégates placées le long de la côte. Il attaque Granville le 8 juillet, et envoie 900 bombes en quelques heures, causant d'importants dégâts.

### Réception de la campagne en Angleterre
Cette attaque et ses conséquences vont envenimer les relations entre Benbow et son supérieur immédiat. Berkeley est accusé de retenue excessive dans ses actions, ce qui -pense-t-on alors est la raison de l'échec devant Dunkerque. Benbow à l'inverse est félicité pour ses attaques audacieuses à proximité des côtes, et pour les dégâts causés par l'utilisation de ses bombardes. Berkeley écrit le 28 juillet :
Cependant, l'Admiralty approuve la conduite de Benbow et ordonne qu'il « reçoive la solde de Rear-Admiral pour toute la durée où il a été employé cet été sur les côtes de France… en récompense de ses bons services,. » Benbow est à la suite de cela nommé au Grand comité composé de soixante hommes pour superviser les plans de Greenwich Hospital en décembre 1695, jusqu'au 1er mai 1696. L'Admiralty promeut alors Benbow commandant-en-chef de l'escadre devant Dunkerque en tant que « Contre-amiral de l'escadre Bleue pendant la durée de la présente expédition » et il embarque à bord du HMS Suffolk, 70 canons. Il reçoit l'ordre du protéger les convois anglais et hollandais, en particulier de l'escadre corsaire commandée par Jean Bart. Bart parvient à plusieurs reprises à échapper à Benbow, se réfugiant dans Dunkerque en cas de danger.
Benbow est choisi pour commander l'escadre dans les Soundings en décembre 1696. Il effectue un certain nombre de croisières entre mars et août 1697, protégeant le commerce allié et escortant vers les Indes occidentales et les colonies de Virginie les flottes marchandes. Ces missions marquent les dernières expéditions navales anglaises de la guerre de la Ligue d'Augsbourg. Il mène également des missions de reconnaissance de la flotte française dans le port de Brest en juillet, avant de reprendre ses missions de patrouille au large de Dunkerque, cette fois de concert avec plusieurs vaisseaux hollandais sous les ordres du contre-amiral Philips van der Goes, jusqu'à la fin de la guerre en septembre 1697.

### Nomination dans les Indes occidentales
Benbow est nommé commandant-en-chef des vaisseaux de Sa Majesté dans les Indes occidentales le 9 mars 1698 et reçoit l'ordre de lutter contre la piraterie. Il met les voiles en novembre, quittant Portsmouth pour rejoindre dans un premier temps Madère. Sous sa protection, il a le Paramour, commandé par Edmond Halley, qui naviguait alors dans l'Atlantique nord pour mener à bien des expériences pour observer les variations mangnétiques. Benbow finit par rejoindre la Barbade en février 1699, et atteint la côte de l'Amérique espagnole à bord de son navire amiral, le HMS Gloucester, de 60 canons. Il menace le gouverneur de Carthagène des Indes de blocus, le forçant à restitué deux navires marchands anglais qu'il détenait. Ces navires étaient censés prendre part à une expédition contre le projet Darién écossais. Sans ces navires, cette expédition était impossible et les colons furent sauvés pendant un temps. Ce projet allait à l'encontre du souhait du gouvernement britannique de mettre un terme aux tentatives écossaises de colonisation, et en juin Benbow et les autres gouverneurs des Indes occidentales reçoivent l'ordre « de ne pas porter assistant à la colonie écossaise à Darien. »
Benbow met alors les voiles vers le nord jusqu'à Terre-Neuve afin de chasser les pirates mais ces derniers parviennent à échapper à la capture. Benbow rentre en Angleterre à l'été 1700, et est nommé commandant d'une flotte dans les Downs. Benbow sert dans cette zone jusqu'à l'été 1701, sous les ordres de l'amiral Sir George Rooke. Il est promu Rear-Admiral of the Red le 14 avril, puis Vice Admiral of the Blue le 30 juin. Il arbore alors son pavillon sur le HMS Breda, 70 canons.

### Trésors de la flotte espagnole, Indes occidentales, combat d'août 1702
La perspective d'un nouveau conflit se rapprochant, le gouvernement britannique s'intéresse au sort d'une flotte marchande espagnole chargée d'argent, sur le point de quitter les colonies américaines à destination de l'Europe. Les Anglais craignent que les Français cherchent à intercepter cette flotte, et à utiliser ces trésors pour financer des préparatifs guerriers. Benbow est envoyé avec des instructions secrètes afin de trouver la flotte, puis « de se rendre maître de la flotte et de la convoyer en Angleterre, prenant soin à ce qu'aucun détournement ne soit commis. » L'escadre de Benbow est détachée le 2 septembre et il arrive dans les Indes occidentales le 14 novembre, avant de rejoindre la Jamaïque à la mi-décembre. Il reste sur place pendant plusieurs mois, rejoint le 8 mai 1702 par plusieurs vaisseaux sous les ordres du capitaine William Whetstone. Whetstone est fait Rear-Admiral sous Benbow, qui est promu Vice Admiral of the White le 19 janvier 1702. Entre-temps, la guerre de Succession d'Espagne a éclaté, et cette nouvelle parvient à Benbow le 7 juillet. Il détache Whetstone et six vaisseaux pour chercher, au large de Port Saint-Louis à Hispaniola, l'escadre française de l'amiral Jean-Baptiste du Casse. Benbow pense alors que les Français feraient escale dans ce port sur le chemin de Carthagène, d'où ils pourraient lancer des raids sur les convois anglo-hollandais. Une fois Whetstone parti, Benbow et le reste de son escadre se dirigent vers Carthagène, anticipant que, soit lui soit Whetstone, trouverait Du Casse et le contraindrait à engager le combat.

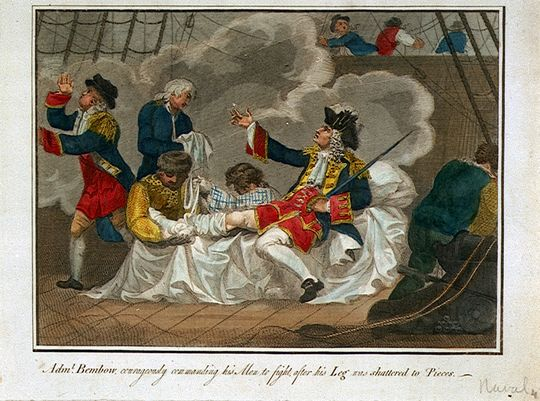
La légende de 'Brave Benbow', "Adml Benbow courageously commanding his Men to fight after his Leg was shattered to Pieces, St Martha (West Indies) 19–24 July 1702."

Au moment où Whetstone atteint Hispaniola, Du Casse en était déjà reparti. La flotte de Benbow aperçoit les Français le 19 août, au large du cap Santa Marta. La flotte française est composée de quatre vaisseaux de ligne, portant chacun entre 68 et 70 canons, et trois navires de transport, alors que Benbow commande sept vaisseaux, portant entre 50 et 70 canons chacun. Les forces anglaises arrivent en ordre dispersé, et la faiblesse du vent ralentit leur regroupement. Elles ne parviennent à se ranger en ligne de bataille qu'à quatre heures de l'après-midi, au moment où débute l'engagement partiel, durant deux heures, jusqu'à la tombée de la nuit qui contraint les deux flottes à cesser temporairement le combat.
Le combat révèle rapidement une rupture de la discipline parmi les capitaines de l'escadre anglaise. Les ordres envoyés demandaient au HMS Defiance, 64 canons, commandé par le capitaine Richard Kirkby de mener la ligne de bataille, mais Kirkby ne maintient pas sa position. Benbow décide alors de conduire lui-même sa flotte, et le Breda se dirige aux avant-postes, suivi du HMS Ruby, 50 canons, commandé par le capitaine George Walton. Les deux restent au contact des Français pendant la nuit, mais les cinq vaisseaux restant refusent de rester au contact. La chasse se poursuit jusqu'au 24 août, et seuls Benbow, Walton et Samuel Vincent à bord du HMS Falmouth s'employaient activement à entrainer les Français dans un nouvel affrontement. Par moments, ils doivent affronter seuls le feu français. Le Ruby est très endommagé le 23 août, et Benbow lui donne l'ordre de se retirer à Port Royal. Les Français reprennent l'initiative du combat le 24 août, à deux heures du matin, toute l'escadre se rapprochant du Breda par l'arrière en lui tirant dessus. Benbow lui-même est atteint par un boulet double qui lui brise la jambe.
Malgré ses blessures, Benbow est déterminé à continuer la poursuite, en dépit également des efforts déployés par le capitaine Kirkby - qui se déplace à son bord - pour tenter de le persuader d'abandonner la chasse. Benbow convoque un conseil de guerre et les autres capitaines tombent d'accord, signant un papier rédigé par Kirkby déclarant qu'ils pensaient que « après six jours de bataille l'escadre manque d'hommes pour continuer et que les chances qu'un combat décisif ait lieu sont faibles, les hommes étant exténués, que les munitions faisaient généralement défaut, que les coques et les mâts des navires étaient sévèrement endommagés, et que les vents étaient généralement variables et peu fiables. » Ils proposent alors de mettre un terme à la chasse et de suivre les Français pour voir si une situation plus favorable se présenterait. À ce moment-là Benbow, « ayant constaté leur comportement lâche auparavant, avait des raisons de croire que soit ils avaient de mauvaises intentions à son égard soit ils étaient prêts à trahir leur pays si les circonstances faisaient que les Français étaient en mesure de détruire l'Amiral, », ordonne à l'escadre de rentrer en à la Jamaïque. À son arrivée, il demande l'incarcération des capitaines, dans l'attente d'un jugement par une cour martiale.
Benbow reçoit une lettre de Du Casse à l'issue du combat :

### Procès des capitaines
Le Rear-Admiral Whetstone rentre bientôt au Port Royal, après avoir croisé soixante-deux jours durant au large d'Hispaniola et des préparatifs sont effectués en vue du procès. Avant qu'il ne débute, le capitaine Thomas Hudson, qui commandait le HMS Pendennis meurt. Les capitaines restant sont transférés à bord du Breda où se déroule la cour martiale du 19 au 23 octobre. Incapacité par ses blessures, Benbow laisse Whetstone présider les débats, mais il est néanmoins présent aux procès. La cour déclare Richard Kirkby, capitaine du Defiance, et Cooper Wade capitaine du HMS Greenwich coupables d'avoir enfreint les ordres, négligé leur devoir, et coupables pour la signature du « mauvais papier et de la consultation… qui obligea l'Amiral… à renoncer à la chasse et au combat », et les condamne à être fusillés.
John Constable, capitaine du HMS Windsor est déclaré coupable d'enfreindre les ordres et d'ivrognerie et est destitué. Samuel Vincent capitaine du Falmouth et Christopher Fogg du Breda sont initialement condamnés à être destitués pour avoir signé la résolution des six capitaines, mais Benbow déclare qu'ils avaient combattu bravement et leur peine est remise par le Lord High Admiral. Les sentences sont différées afin que la Reine Anne puisse examiner le déroulement du procès. Dans les considérations qu'elle rend en janvier 1703, elle autorise les condamnations à être exécutées et Constable, Kirkby, et Wade rentrent en Angleterre comme prisonniers. Constable est emprisonné jusqu'à 1704, quand la Reine lui pardonne. Kirkby et Wade sont fusillés à bord du HMS Bristol le 16 avril 1703 à l'ancrage dans le Plymouth Sound sous les ordres du capitaine Edward Acton. La controverse commence alors à se développer à propos des combats d'août 1702. Les partisans des capitaines Kirkby et Wade essayent de discréditer Benbow en publiant leurs propres récits des combats,.

## Mort et inhumation
Benbow meurt à Port Royal, Kingston (Jamaïque) le 4 novembre 1702. Whetstone rapporte que la cause de sa mort est « la blessure à sa jambe qu'il reçut dans la bataille avec Monsieur Du Casse, n'ayant jamais été guérie à la perfection, cette maladie étant aggravée par le mécontentement de son esprit, le jeta dans une sorte de mélancolie qui mit un terme à sa vie prématurément. » Il est inhumé le 16 novembre dans la chapelle de l'église Saint-André, à Kingston. Une stèle de marbre sera par la suite ajoutée à sa tombe, arborant son blason et le texte suivant :
Avant que la nouvelle de sa mort n'arrive à Londres, le secrétaire d’État, Lord Nottingham, écrit à Benbow en janvier 1703 pour l'informer que la reine était « extrêmement contente de votre conduite et très offensée par la bassesse de ces officiers qui vous ont déserté et trahi. » Pendant ce temps, le Cabinet s'apprêtait à la promouvoir au grade de Vice Admiral of the White, et à lui donner l'ordre de transporter des troupes à destination de Terre-Neuve.

## Vie privée et postérité
Benbow épouse une femme nommée Martha (morte en 1722) à son retour en Angleterre en 1681. De cette union naissent bientôt plusieurs enfants; une fille nommé Martha comme sa mère, suivie de deux fils Richard et John. John s'engagera comme son père dans la Royal Navy. La famille vivait dans la paroisse de St Dunstan and All Saints, à Stepney, et il a un autre fils Solomon, baptisé en 1686 mais ce dernier meurt jeune. On a également la trace de deux enfants supplémentaires nommé Richard qui naît dans le Kent, et une autre fille, Katherine. En 1709, Katherine épouse Paul Calton de Milton, Berkshire, où Benbow a vécu dans les années 1690.

### Comportement indiscipliné
Benbow signe un bail de trois ans pour une maison appartenant au chroniqueur John Evelyn, à Sayes Court, en juin 1696. Six mois plus tard Evelyn écrit à un ami en se plaignant « J'ai laissé ma maison au Capitaine Benbow, et ai la mortification de voir chaque jour s'altérer une grande partie de mes travaux et dépenses là-bas faute d'un locataire plus poli. » En janvier 1698, le Tsar Pierre de Russie arrive à Londres pour étudier la construction navale et le matelotage anglais. Lui et son entourage sont hébergés à Sayes Court par Guillaume III. Les Russes passent trois mois à Londres avant de quitter le pays. Benbow demande promptement des reparations au Trésor royal, afin de pouvoir rembourser Evelyn et couvrir ses propres pertes. Il se plaint des dégâts considérables causés à la maison par les Russes, qui ont « brisé, perdu ou détruit une grande partie des meubles. » Christopher Wren reçoit l'ordre d'instruire une enquête sur la propriété et la déclare « entièrement ruinée ». Benbow perd « vingt-cinq peintures fines » et « plusieurs dessins et esquisses liées à la mer » lui appartenant. Le Trésor royal lui alloue en guise de compensation la somme de 350 £ 9s. 6d.

### LeBrave Benbow

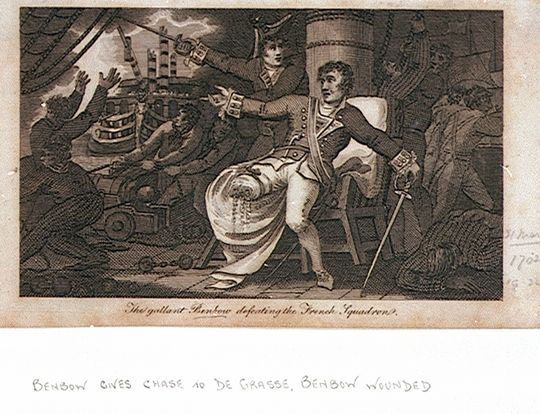
Une gravure produite en 1804, qui contribue à la construction de la légende. Titrée The gallant Benbow defeating the French Squadron, elle montre Benbow et sa jambe complètement arrachée. Dessous l'inscription Benbow gives chase to de Grasse.

La notoriété de Benbow permet à son nom d'entrer dans la culture populaire. Un monument du sculpteur John Evan Thomas est érigé en 1843 grâce à une souscription publique à St Mary's Church, Shrewsbury, commémorant Benbow comme « un marin doué et audacieux dont les exploits héroïques en ont longtemps fait la fierté de la marine britannique et le désigne aujourd'hui encore comme le Nelson de son temps. » Un vaisseau de ligne de 74 canons et deux cuirassés sont baptisés HMS Benbow. Robert Louis Stevenson donne à la taverne où Jim Hawkins et sa mère vivent dans son roman d'aventure L'Île au trésor le nom d'« Admiral Benbow », et nomme le premier chapitre de ce livre The Old Sea Dog at the Admiral Benbow. Il existe dans le monde plusieurs public houses nommés Admiral Benbow, et d'autres institutions ont également porté son nom. Le combat d'août 1702 passa également dans l'imagination populaire, et est célébré dans une chanson de taverne :

## Dans la culture populaire
Le capitaine Benbow est cité à plusieurs reprises dans Down by the Sea, la dernière chanson de Business as Usual, l'album du groupe de rock australien Men at Work, sorti en 1981.
L'auberge de Benbow est le lieu de naissance de Jim Hawkins, protagoniste de l'île au trésor de R.L. Stevenson, et également dans le dessin animé la planète au trésor.

### Sources et bibliographie
: document utilisé comme source pour la rédaction de cet article.
- (en) « John Benbow », dans Encyclopædia Britannica [détail de l’édition], 1911 (lire sur Wikisource).
- (en) Joseph Allen, Battles of the British Navy, Henry G. Bohn, 1852 (ISBN 0-217-70408-5)
- (en) Philip Aubrey, The defeat of James Stuart's Armada, 1692, Leicester/Totowa, N.J., Leicester University Press, 1979, 192 p. (ISBN 0-7185-1168-9).
- (en) William A. Benbow, Brave Benbow : The Life of Vice-admiral John Benbow, 1651-1702, Bill Benbow, 1992, 5e éd.
- (en) W. Blackwood, Blackwood's magazine, vol. 263-264, 1948 (ISBN 0-404-07730-7), p. 190.
- (en) John Bowle, John Evelyn and his world : a biography, London/Boston, Mass./Henley, Oxon., Routledge, 1981, 219 p. (ISBN 0-7100-0721-3).
- (en) John Campbell, John Berkenhout, Henry Redhead Yorke et William Stevenson, Lives of the British Admirals, Harvard University, C. J. Barrington, 1812 (ISBN 0-665-33213-0)
- (en) J. Kent Clark, Goodwin Wharton, Oxford/New York, Oxford University Press, 1984, 308 p. (ISBN 0-19-212234-7).
- (en) William Laird Clowes, Clements Robert Markham et Alfred Thayer Mahan, The Royal Navy : From the Earliest Times to 1900, vol. II, University of Michigan, Sampson Low, Marston and Co, 1898 (ISBN 1-86176-011-6).
- (en) Anthony Glenn Cross, Peter the Great through British eyes : perceptions and representations of the Tsar since 1698, Cambridge (GB), Cambridge University Press, 2000, 172 p. (ISBN 0-521-78298-8).
- (en) John George Edgar, Sea Kings and Naval Heroes, Oxford University, F.Warne, 1861.
- (en) John Evelyn, William Bray et John Forster, Diary and Correspondence of John Evelyn, vol. II, H. G. Bohn, 1859 (ISBN 0-559-30610-5)
- (en) Peter Le Fevre (Joseph K. Lange, Richard Harding), Precursors of Nelson, Stackpole Books, 2000 (ISBN 0-8117-2901-X).
- (en) Edmond Halley et Norman Joseph William Thrower, The three voyages of Edmond Halley in the Paramore, 1698-1701, Londres, Hakluyt Society, 1981, 392 p. (ISBN 0-904180-02-6).
- (en) Simon Harris, Sir Cloudesley Shovell : Stuart Admiral, Spellmount, 2001, 431 p. (ISBN 1-86227-099-6).
- (en) Arthur Herman, To rule the waves : how the British Navy shaped the modern world, Harper Collins, 2004, 45 p. (ISBN 0-06-053424-9)
- (en) Lawrence James, The Rise and Fall of the British Empire, St. Martin's Griffen, 1997, 744 p. (ISBN 0-312-16985-X).
- (de) N. Japikse, Correspondentie van Willem III en van Hans Willem Bentinck, 1927.
- (en) Paul Kennedy, The Rise and Fall of British Naval Mastery, University of Michigan, Scribner, 1976, 405 p. (ISBN 0-684-14609-6)
- (en) William Henry Giles Kingston, How Britannia Came to Rule the Waves (ISBN 978-1-4065-8371-7 et 1-4065-8371-5, lire en ligne), chap. 12 (« Queen Anne »)
- (en) Leonard George Carr Laughton et Roger Charles Anderson, The Mariner's Mirror, Londres, Society for Nautical Research, 1944
- (en) Edward Hawke Locker, The Naval Gallery of Greenwich Hospital, Oxford University, Harding and Lepard, 1831
- (en) Henry Colin Gray Matthew et Brian Howard Harrison, Oxford Dictionary of National Biography, vol. V, Oxford University Press, 2004 (ISBN 0-19-280089-2).
- (en) Kenneth Maxwell, Naked tropics : essays on empire and other rogues, Routledge, 2003, 336 p. (ISBN 0-415-94577-1, lire en ligne).
- (en) Reginald Dundas Merriman, Queen Anne's Navy, Naval Records Society, 1961.
- (en) William Richard Morfill, Russia, Fisher Unwin, 1901 (ISBN 0-89875-762-2).
- (en) Reginald Nettel, Sing a Song of England, Phoenix House, 1954.
- (en) Joseph Nightingale, Shropshire, Gentleman's Magazine, 1818.
- (en) D. Parkes, Life and Exploits of Admiral Benbow, vol. The Gentleman's magazine, Imprimé par F. Jefferies, 1819.
- (en) Henry Pidgeon, Memorials of Shrewsbury, Oxford University, J. H. Leake, 1851 (ISBN 0-903802-00-7).
- (en) Walter Adolphe Roberts, The French in the West Indies, The Bobbs-Merrill Company, 1942 (ISBN 0-8154-0377-1).
- (en) James Alexander Robertson, « Spanish Voyages to the Northwest Coast of America », The Hispanic American historical review, no 2,‎ mai 1933.
- (en) N. A. M. Rodger, The Wooden World : An Anatomy of the Georgian Navy, W. W. Norton & Co. Ltd., 1996, 445 p. (ISBN 0-393-31469-3)
- (en) N. A. M. Rodger, The command of the ocean : a naval history of Britain, 1649-1815, W. W. Norton, 2005, 907 p. (ISBN 0-393-06050-0)
- (en) Leslie Stephen, George Smith, Sidney Lee et Robert Blake, Dictionary of national biography, Smith, Elder, & Co, 1889 (ISBN 0-19-865101-5).
- (en) Herbert Strang, Humphrey Bold, A story of the time of Benbow, American Libraries of the Encyclopedia Britannica, Indianapolis: The Bobbs-Merrill company, 1909 (lire en ligne)
- (en) George Macaulay Trevelyan, England Under Queen Anne, Indiana University, Longmans, Green and Co., 1948
- (en) Frederick Treves, The Cradle of the Deep, New York, Emith, Elder & Co., New York Public Library, 1908, 3e éd.
- (en) Alpheus Hyatt Verrill, In the wake of the buccaneers, The Century Co., 1923, 374 p. (ISBN 0-87380-168-7)
- (en) Harold Francis Watson, Coasts of Treasure Island, Published by Naylor Co., 1969
- (en) Jeanne K. Welcher, John Evelyn, University of Michigan, Twayne Publishers, 1972.
- (en) Richard Woodman, A Brief History of Mutiny, Carroll & Graf, 2005, 310 p. (ISBN 0-7867-1567-7)